# Linopneustes murrayi
Linopneustes murrayi is een zee-egel uit de familie Eurypatagidae.
De wetenschappelijke naam van de soort werd in 1879 gepubliceerd door Alexander Agassiz.